# Arzouma Michel Ouédraogo
Arzouma Michel Ouédraogo, né en 1916 à Ouahigouya, dans l'ancienne Haute-Volta, est un lieutenant-colonel, ministre de l'Intérieur et de la Sécurité, Ministre de la Défense et homme politique burkinabé. Il est décédé le 18 novembre 1978 à Ouagadougou.

## Biographie

### Éducation et formations
Arzouma Michel Ouédraogo entre à l'école en 1926 et obtient un diplôme d'infirmier de santé en 1932. Il va ensuite poursuivre une carrière militaire et politique au sein de l'administration de la Haute-Volta.

### Carrière militaire
Il est incorporé volontaire dans l'armée française le 2 février 1934 au BTS n°6 à Bouaké. Nommé Caporal en 1935 au BTS no 5, il passe Sergent en 1938 au 24e RTS. Il est fait prisonnier de guerre du 9 juin 1940 au 23 août 1944. Il continue ensuite de servir dans l'Armée où il passe les grades : Sergent chef (1944), Adjudant (1945), Adjudant chef le 28 septembre 1948 à la base aérienne de Thiès où il obtient le Brevet Supérieur des Fusiliers de l'air, sous-Lieutenant (1952), Lieutenant (1955) au DMA N°1, Capitaine (1960), Chef de bataillon (1964). Il atteint le grade de Lieutenant-Colonel le 1er avril 1968.

### Carrière politique
Arzouma Michel Ouédraogo est le premier commandant voltaïque de la compagnie républicaine de sécurité (CRS) du 27 janvier 1961 au 18 novembre 1964. Il est directeur général de la sûreté nationale du 19 novembre 1964 au 30 octobre 1966. Il est nommé Ministre de l'Intérieur de la Haute-Volta de janvier 1966 à avril 1967 puis Ministre de la Défense nationale de Haute-Volta d'avril 1967 à février 1971. Il est grand chancelier de l'ordre national de Haute-Volta de 1972 à 1978.

## Décorations
- Croix de guerre 1939-1945
- Médaille militaire
- Médaille du combattant
- Médaille du prisonnier de guerre
- Médaille coloniale avec agrafe extrême-orient (1953)
- Médaille commémorative de la campagne d'Indochine (1954)
- Chevalier de la légion d'honneur française (1961)
- Officier de l'ordre national français
- Officier de la légion d'honneur française (1967)
- Grand Officier de la légion d'honneur française (1973)
- Chevalier de l'ordre national voltaïque (1961)[4]
- Officier de l'ordre national voltaïque (1962)
- Commandeur de l'ordre national voltaïque (1966)